# 脳葉
脳葉（のうよう、英：Cerebral lobe）は大脳の解剖学的に区分けされた領域。目立つ脳溝を境界として、前頭葉、側頭葉、頭頂葉、後頭葉、島葉、辺縁葉(en:Limbic lobe)の六つの葉がある。

## 歴史
歴史上、初めて大脳を複数の葉に分けて記述したのは、フランスの解剖学者ルイ・ピエール・グラチオレ(Louis Pierre Gratiolet, 1815年–1865年)で、1854年のことである。グラチオレは様々な霊長類の脳を比較して研究している中で、大脳の構造の間にある大まかな共通性を発見し、そこから大脳を5つの脳葉に区分した。4つの葉は近くにある頭蓋骨の名称から、前頭骨の近くにある葉を前頭葉、頭頂骨の近くにある葉を頭頂葉、側頭骨の近くにある葉を側頭葉、後頭骨の近くにある葉を後頭葉と名付けた。そして残り一つを島葉とした。頭蓋骨各部の名称は15世紀にすでに与えられていたが、大脳の領域の区分はグラチオレの研究以前は、前部、後部という大雑把なものだけであった。
1895年、ドイツ語圏の解剖学会で解剖学用語の標準化を目指した書籍 Basle Nomina Anatomica (BNA) が発行された。この書籍では、前頭葉、側頭葉、頭頂葉、後頭葉、の4つが葉として記載された。BNAでは島葉は名称として記載はされたものの独立した葉としては扱われなかった。この扱いは1935年発行の同種の書籍 Jena Nomina Anatomica (JNA) 、1955年発行の Nomina Anatomica (NA) 初版、そして第2版、第3版へそのまま引き継がれる。
1975年、東京で開催された国際解剖学会議の決議で、島がひとつの葉として扱われることが決まり、 Nomina Anatomica の第4版へ反映され、第5版へ引き継がれる。
1998年、Terminologia Anatomica が発行され、ここで初めて辺縁葉がひとつの他と区別された領域として加えられる。これにより大脳は全部で6つの葉へ区分されることとなった。

## 解剖
脳葉の区分はマクロ解剖学的なものとして、肉眼で見える脳溝を目印にして行われる。脳葉の境界を定める基準となる脳溝は中心溝、外側溝、頭頂後頭溝、後頭前切痕が、辺縁葉を加える場合は帯状溝、頭頂下溝が加わる。
各葉は、正中矢状面（体を左右に二等分する面）を挟んで対になっており、正中矢状面の右側にあるものを右○○葉、左側にあるものを左○○葉と言う（例えば右側の前頭葉、つまり右目のすぐ上にある脳の領域、は右前頭葉と呼ばれる）。

## 機能
脳葉と機能との間には明確な対応関係はない。ただ機能のある程度理解されている構造や範囲の限局された機能野、経路、回路などの概念があり、それらはどこかの脳葉に位置している。
- 前頭葉
  - 運動に関わる領域（一次運動野、前運動野、前頭眼野）、発話に関わる領域（ブローカ野）、計画などに関わる領域（前頭前野）
- 側頭葉
  - 聴覚に関わる領域（一次聴覚野、ウェルニッケ野）、視覚中の対象の情報（腹側皮質視覚路）
- 頭頂葉
  - 体性感覚に関わる領域（一次体性感覚皮質）、視覚中の対象の位置情報（背側皮質視覚路）
- 後頭葉
  - 視覚に関わる領域（視覚野）
- 辺縁葉
  - 情動に関わる領域、記憶に関わる領域（海馬）
- 島葉